# Sergio y Estíbaliz
Sergio y Estíbaliz va ser un duo musical format per Sergio Blanco i Estíbaliz Uranga. Va existir entre 1973 i 1993, amb alguna breu interrupció d'activitat. Després de la seva desaparició, ambdós es van integrar a El Consorcio, amb familiars i antics companys de Mocedades.
El duo es va formar i consolidar el 1973, després que els seus integrants, Sergio Blanco i Estíbaliz Uranga, abandonessin Mocedades. De la mà del compositor i productor Juan Carlos Calderón, peça essencial del seu èxit, van llançar els seus primers LP Sergio y Estíbaliz i Piel. Malgrat que poc després de la seva marxa, Mocedades havia assolit l'èxit a Eurovisió, ben aviat el duo va assolir reconeixement i va fer-se lloc al mercat musical espanyol, esdevenint un referent de la música folk i la cançó melòdica del país. El març de 1975 van ser representants d'Espanya al Festival d'Eurovisió amb la cançó Tú volverás, escrita per Calderón, i van quedar en desena posició. A finals del mateix any, Sergio i Estíbaliz també van casar-se. Aquesta cançó també va ser el seu tercer disc i va ser número u de vendes a Espanya. Amb l'èxit van arribar nous discs, el 1976 van llançar Quién compra una canción i Queda más vida; el darrer era un recopilatori, malgrat la seva curta carrera.
El 1976 també van gravar un disc que contenia cançons populars hispanoamericans amb el títol Canciones sudamericanes a l'Argentina, Perú i Colòmbia, amb el qual van convertir-se en tot un èxit a l'Amèrica Llatina. Així mateix, després d'un any d'aturada per causa de malaltia de Sergio, en un moment de consciència per l'existència de diferents dictadures a països llatinoamericans, el 1979 van unir-se al disc i espectacle La Misa campesina nicaragüense, en col·laboració amb altres artistes com Miguel Bosé, Ana Belén, Elsa Baeza o el trio Laredo. El projecte va aixecar controvèrsia per les lletres, que si bé tenien un rerefons catòlic, de fet transmetien missatges guerrillers i inconformistes, allunyats de les directrius conformistes de l'Església. El mateix any van provar sort amb el mercat anglosaxó, canviat la seva estètica i registre i cantant en anglès, i van llançar el disc Beans, però va ser un fracàs absolut.
Després de l'intent anglosaxó van prendre's un descans. Van tornar el 1983 amb el disc Agua, que va suposar retornar al seu estil d'origen i novament amb producció de Calderón. L'any següent van aparèixer breument al concert del 15è aniversari de Mocedades, durant el qual van cantar tres temes i van participar al musical Jesucristo Superstar. El 1986 va aparèixer el seu disc Cuidado con la noche, que contenia els temes Cantinero de Cuba, escrita per Arturo Pareja Obregón, i Te quiero y ya d'Hernaldo Zúñiga, que va portar-los al capdamunt de les llistes de vendes. Cantinero de Cuba, de fet, va ser una de les cançons de més èxit de l'any a Espanya.
Els seus darrers treballs De par en par (1989) i Planeta tierra (1992) van tenir una acollida discreta. Poc després el duo es va dissoldre i es va integrar a El Consorcio, un grup musical format per alguns germans d'Estíbaliz i amb el seu amic, Carlos Zubiaga.